# 橋立大火
橋立大火（はしたてたいか）は、1872年（明治5年）10月7日に石川県江沼郡橋立村（現・加賀市橋立町）で発生した大火。橋立集落を襲った災害のうち最大のものとなる大火である。

## 経過
1872年（明治5年）10月7日、寺谷源平方より出火し、3日間燃え続けた。2日目、3日目には土蔵等の内部から炎が吹き出し、焼失したものもあった。

## 被害

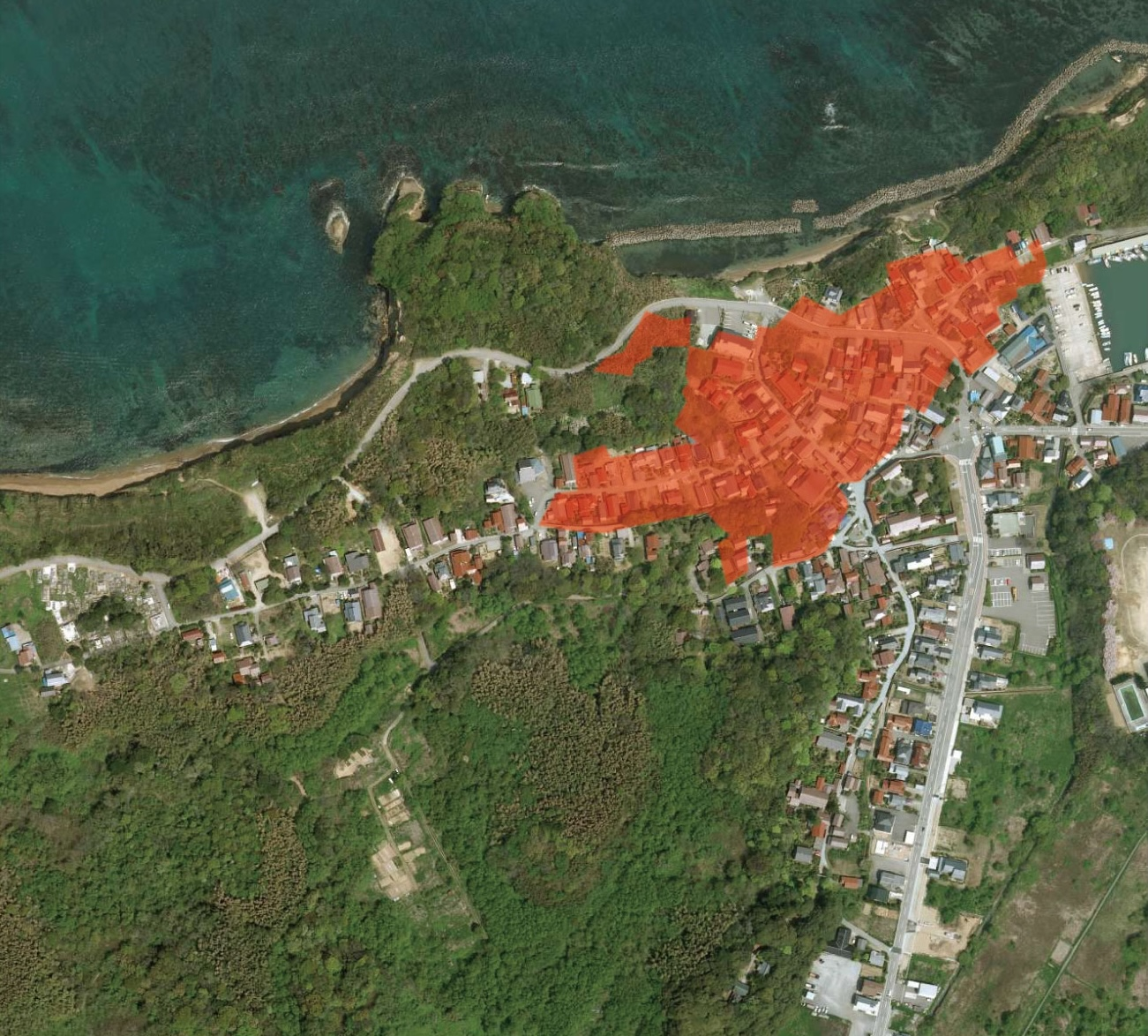
現代（2008年04月29日）の空中写真における焼失範囲。

253軒のうち250軒が焼失し、残ったのは米木、新町、山崎の3軒のみだった。被害拡大の主な原因は、以下とされている。
1. 北前船による回漕業に従事する者が多かったため、消火にあたる人手が不足していったこと[3]
2. 消防設備が不十分であったこと[3]

この火災によって、酒谷本家（酒谷長兵衛家）など、江戸時代からの船主の豪邸のほとんど、因随寺などが焼失した。

## 復興

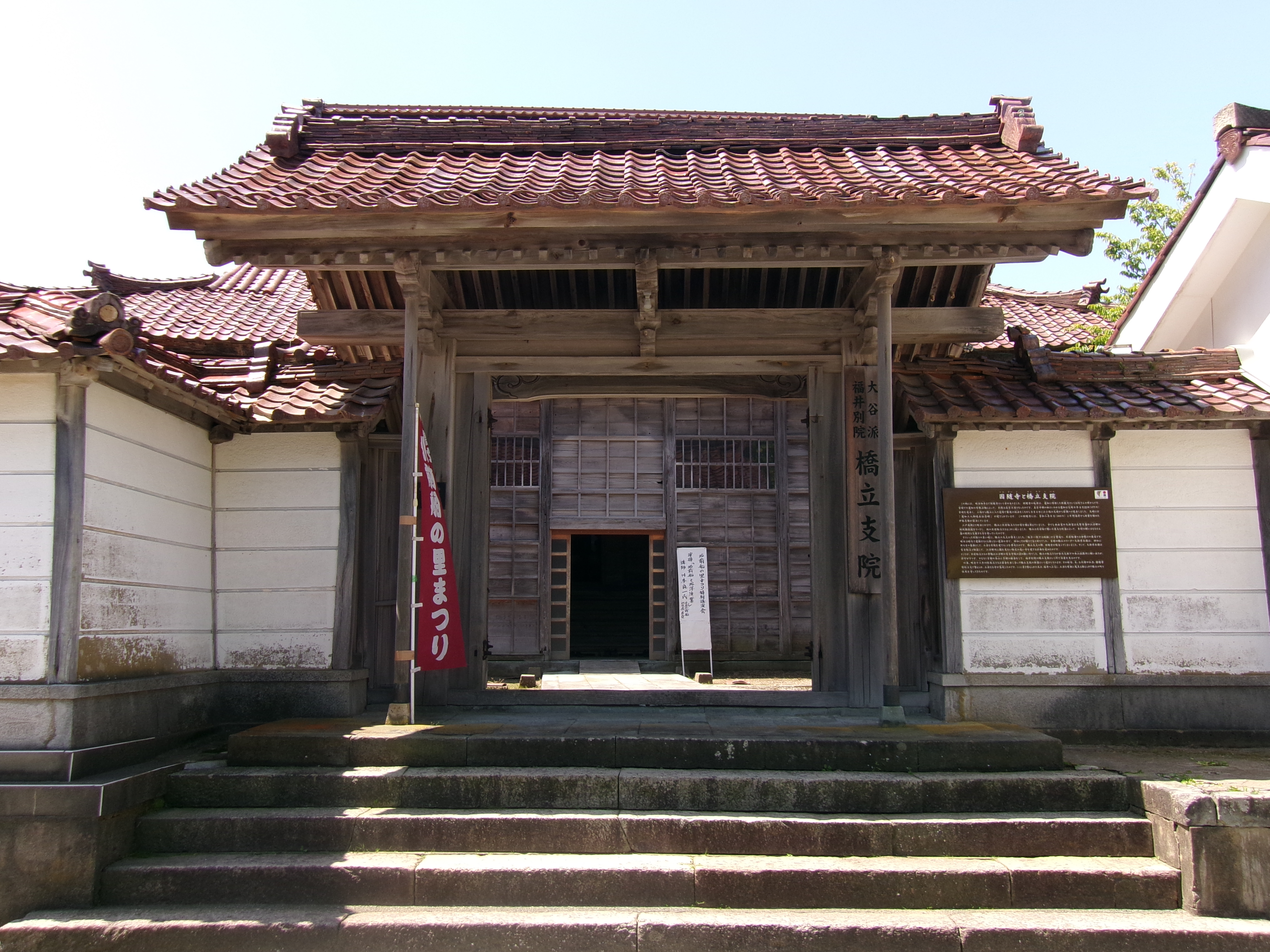
東本願寺福井別院橋立支院。因随寺焼失後に再建。

明治初期から中期にかけて北前船が最盛期を迎えていたこともあり、速やかに被害より立ち直った。また再建された家は規模がより拡大された豪壮な住宅であった。
また、この大火で焼失した因随寺は、1880年（明治13年）に北前船主たちの寄付金で再建された。